# Городское поселение Горки Ленинские
Городско́е поселе́ние Го́рки Ле́нинские — упразднённое муниципальное образование (городское поселение) в Ленинском муниципальном районе Московской области. Образовано в 2005 году, включило посёлок Горки Ленинские и ещё 7 населённых пунктов позже упразднённого Горкинского сельского округа.
Упразднено 5 августа 2019 года.
Административный центр — посёлок Горки Ленинские.
Глава городского поселения — Камалихина Наталья Валентиновна.

## Географические данные
Общая площадь — 38,38 км². Муниципальное образование находится на юге восточной части Ленинского района, и граничит:
- с городским округом Домодедово (на юге)
- с сельским поселением Булатниковское (на западе)
- с городским поселением Видное (на севере)
- с сельским поселением Молоковское (на востоке)

По территории поселения проходит железная дорога Павелецкого направления (платформа Калинина), а также автодорога «Дон» и старая трасса Каширского шоссе.

## Население
| 2006    | 2007  | 2008  | 2009  | 2010  | 2011    | 2012    |
| ------- | ----- | ----- | ----- | ----- | ------- | ------- |
| 4561    | ↗5103 | ↘2061 | ↗5520 | ↘5509 | ↗5591   | →5591   |
| 2013    | 2014  | 2015  | 2016  | 2017  | 2018    | 2019    |
| ↗5823   | ↗6119 | ↗6557 | ↗7586 | ↗8511 | ↗10 402 | ↗12 876 |
| 2020    |       |       |       |       |         |         |
| ↗16 030 |       |       |       |       |         |         |

## История
Муниципальное образование городское поселение Горки Ленинские в существующих границах было образовано на основании закона Московской области «О статусе и границах Ленинского муниципального района и вновь образованных в его составе муниципальных образований». В его состав вошли 8 населённых пунктов:
1. рабочий посёлок Горки Ленинские — административный центр городского поселения;
2. Белеутово — деревня Горкинского сельского округа;
3. Горки — деревня Горкинского сельского округа;
4. Калиновка — деревня Горкинского сельского округа;
5. Мещерино — посёлок Горкинского сельского округа;
6. Петрушино — деревня Горкинского сельского округа;
7. Пуговичино — деревня Горкинского сельского округа;
8. Сапроново — деревня Горкинского сельского округа,

а также иные земли, находящиеся в границе городского поселения Горки Ленинские, независимо от форм собственности и целевого назначения.

## Состав городского поселения
| № | Населённый пункт | Тип населённого пункта                  | Население |
| - | ---------------- | --------------------------------------- | --------- |
| 1 | Белеутово        | деревня                                 | ↗418      |
| 2 | Горки            | деревня                                 | ↗3526     |
| 3 | Горки Ленинские  | рабочий посёлок, административный центр | ↗3205     |
| 4 | Калиновка        | деревня                                 | ↗537      |
| 5 | Мещерино         | посёлок                                 | ↗100      |
| 6 | Петрушино        | деревня                                 | ↗165      |
| 7 | Пуговичино       | деревня                                 | ↗104      |
| 8 | Сапроново        | деревня                                 | ↗16 817   |

На официальном сайте указывается также 9-й населённый пункт — посёлок Петровское.